# Roman Danak
Roman Danak (Tryńczy, 1935 – 1994) lengyel iranisztikus, filológus, tudományos-fantasztikus író

## Élete
A Jagelló Egyetemen keleti tanulmányokat folytatott, diplomáját 1958-ban szerezte, ezután az Alma-Radio-ban, az egyetem egy kollégiumának rádióállomásán helyezkedett el. Az 1960-as évek második felében a krakkói diákkampusz rádióközpontjában, az Echa Krakowa szerkesztőségében és a krakkói Lengyel Rádiónál dolgozott. Első irodalmi munkája a Życie Literackie-ben 1961-ben megjelent Siedem banalnych opowieści című novella volt. Tadeusz Zbigniew Dworakkal közösen írta a Temida című rádiójátékot, amelyet 1967-ben sugárzott a krakkói Lengyel Rádió. A munka egy évvel később nyomtatásban is megjelent a Młody Technik 8. számában, Zbigniew Skawski írói álnév alatt. Néhány más novelláját is ezen álnév alatt publikálta. Munkáit lefordították magyar, orosz, cseh és eszperantó nyelvre is. 1977-ben Zbigniew Dworakkal együtt adta ki Jana Ciągwy władza nad materią című elbeszélésgyűjteményét. 1994-ben Sotnie Łysego Iwanki című regényét Janusz A. Zajdel-díjra jelölték.
Magyarul egyetlen, Zbigniew Dworakkal közösen írt novellája jelent meg a Galaktika 46. számában 1982-ben Jan Ciagwa hatalma az anyag fölött címmel.

## Fordítás
- Ez a szócikk részben vagy egészben  a   Roman Danak című lengyel Wikipédia-szócikk ezen változatának fordításán alapul.  Az eredeti cikk szerkesztőit annak laptörténete sorolja fel. Ez a jelzés csupán a megfogalmazás eredetét és a szerzői jogokat jelzi, nem szolgál a cikkben szereplő információk forrásmegjelöléseként.